# یابووننا دروگا
یابووننا دروگا (به لاتین: Jabłonna Druga) یک روستا در لهستان است که در گمینا یابووننا (استان لوبلین) واقع شده‌است. یابووننا دروگا ۷۶۰ نفر جمعیت دارد.